# Бизе сир Тарн
Бизе сир Тарн (фр. Buzet-sur-Tarn) насеље је и општина у јужној Француској у региону Миди Пирене, у департману Горња Гарона која припада префектури Тулуз.
По подацима из 2011. године у општини је живело 2.393 становника, а густина насељености је износила 79,26 становника/km². Општина се простире на површини од 30,19 km². Налази се на средњој надморској висини од 110 метара (максималној 247 m, а минималној 95 m).

## Демографија
| 1962. | 1968. | 1975. | 1982. | 1990. | 1999. | 2011. |
| ----- | ----- | ----- | ----- | ----- | ----- | ----- |
| 877   | 945   | 1.060 | 1.278 | 1.281 | 1.410 | 2.393 |

График промене броја становника у току последњих година